# Juneteenth
Juneteenth (ghép từ June (tháng Sáu) và nineteenth ([ngày] thứ 19); tên chính thức: Juneteenth National Independence Day (Ngày Quốc Khánh Juneteenth), còn gọi là Jubilee Day (Ngày Hân hoan), Emancipation Day (Ngày Giải Thoát), Freedom Day (Ngày Tự do), và Black Independence Day, tức Ngày Độc Lập Người Da Đen) là ngày kỷ niệm chấm dứt chế độ nô lệ đối với người Mỹ gốc Phi tại Hoa Kỳ, được tổ chức vào ngày 19 tháng 6 hàng năm. Xuất phát lần đầu tiên từ thành phố Galveston, bang Texas, phong trào kỷ niệm này bắt đầu lan rộng trên toàn nước Mỹ từ năm 1865.
Về mặt lịch sử, vào khoảng đầu thế kỷ 17, thực dân châu Âu đã thực hiện những cuộc di cư tới một vùng thuộc địa mới tại châu Mỹ (ngày nay là Hoa Kỳ) để sinh sống. Để khai phá nơi đây, họ bắt hàng triệu người da màu châu Phi đi theo làm nô lệ phục vụ. Tới năm 1865, khi chế độ thực dân được phá bỏ sau cuộc nội chiến Mỹ (1861-1865), cùng với việc Tu chính án thứ 13 được chính phủ đương thời thông qua, những người nô lệ gốc Phi bắt đầu được giải phóng khỏi việc bị sử dụng làm công cụ lao động. Để đánh dấu sự kiện, người dân lấy ngày 19 tháng 6 hàng năm kỷ niệm giải phóng. Juneteenth là cách viết tắt của June Nineteenth trong tiếng Anh.
Ngày 17/6/2021, tổng thống Joe Biden ký Đạo luật Ngày Độc lập Quốc gia, chính thức đưa Juneteenth trở thành ngày lễ liên bang của Hoa Kỳ.